# Campionato italiano di Formula 4
Il Campionato italiano di Formula 4 o Italian F4 Championship è una categoria certificata e regolamentata dalla FIA, in sostituzione della Formula Abarth. Diversi piloti di Formula 1, come Lance Stroll o Mick Schumacher, hanno iniziato la propria carriera in monoposto in questo campionato.

## Storia
Anche a causa della soppressione del Campionato Italiano di Formula 3, la CSAI pianificò un campionato di Formula 4 a partire dal 2014, inizialmente imponendo un aumento di potenza ai motori dell'altra categoria propedeutica, la Formula Abarth, per evitare di porre le due categorie in concorrenza.
Il campionato di Formula Abarth venne però soppresso, lasciando campo libero alla neonata Formula 4.

## Format e regolamento
Le regole FIA ammettono anche piloti con licenza nazionale C che non abbiano compiuto ancora 16 anni.
Format eventi
Il format, previsto dalla FIA, si svolge nell'arco di 3 giornate, con due sessioni di prove libere, una sessione di qualifica e 3 gare dalla durata massima di 30 minuti.
Ogni squadra ha a disposizione un treno di gomme nuove e uno di gomme usate per le prove libere oltre ad altre 6 gomme nuove (3 anteriori e 3 posteriori) per il resto dell'evento, gare comprese.
Il campionato è organizzato in 7 eventi di cui 2 fuori dai confini italiani: uno al Red Bull Ring e uno all'Hungaroring.

### Tabella circuiti
| Circuito                              | Presenze | Stagioni di utilizzo |
| ------------------------------------- | -------- | -------------------- |
| Autodromo Enzo e Dino Ferrari, Imola  | 13       | 2014-2023            |
| Autodromo internazionale del Mugello  | 10       | 2014-2023            |
| Autodromo nazionale di Monza          | 9        | 2014-2023            |
| Autodromo di Vallelunga               | 9        | 2014-2023            |
| Misano World Circuit Marco Simoncelli | 8        | 2015-2023            |
| Adria International Raceway           | 5        | 2014-2018            |
| Circuito di Spa-Francorchamps         | 2        | 2022-2023            |
| Red Bull Ring                         | 3        | 2019-2021            |
| Circuito Paul Ricard                  | 3        | 2018, 2021, 2023     |
| Autodromo dell'Umbria                 | 1        | 2014                 |
| Hungaroring                           | 1        | 2019                 |

Montepremi
Dal 2015 il montepremi è raddoppiato a 100.000 euro, al quale si aggiunge lo stage al Supercorso Federale ACISport, disponibile solo ai 3 piloti italiani meglio piazzati a fine campionato.

## Auto, motori e gomme
Nella Formula 4 italiana, le auto vengono fornite dal costruttore unico Tatuus, già costruttore della Formula Abarth. Per favorire il passaggio dai kart alle monoposto formula, i costi delle auto sono molto contenuti: la vettura (pronta per la corsa) dovrebbe avere un costo massimo di 40.000 €, con standard di sicurezza di una Formula 3. È a discrezione degli organizzatori del singolo campionato valutare se scegliere un unico fornitore o ammettere tutti quelli che sono in grado di produrla secondo i regolamenti e rimanendo entro i costi previsti.
Il motore per le serie nazionali deve essere monomarca, con una potenza che va dai 140 ai 160 CV, e avere almeno 10000 km di percorrenza garantita. Nel 2013 venne sviluppato un Fiat 4 cilindri turbo da 1400 cm³, la cui potenza di 180 CV è stata ridotta come da regolamento FIA. Il motore ha un costo massimo di 7.000 €.
Come fornitore unico di gomme è stata designata la Pirelli, che garantisce un costo di 640 € (più IVA) per ogni set.
Nella stagione 2022 esordisce la nuova vettura della Tatuus, la Tatuus F4 T-021 sempre motorizzata Abarth. La vettura di seconda generazione, rispondente alle nuove normative FIA, vedrà comparire l’HALO come sistema di sicurezza e verrà utilizzata fino al 2028.

## Albo d'oro
Piloti
| Stagione | Pilota Vincitore      | Secondo               | Terzo                |
| -------- | --------------------- | --------------------- | -------------------- |
| 2014     | Lance Stroll          | Mattia Drudi          | Andrea Russo         |
| 2014     | Prema Powerteam       | Target Racing         | Antonelli Motorsport |
| 2015     | Ralf Aron             | Guanyu Zhou           | Robert Švarcman      |
| 2015     | Prema Powerteam       | Prema Powerteam       | Mücke Motorsport     |
| 2016     | Marcos Siebert        | Mick Schumacher       | Raúl Guzmán          |
| 2016     | Jenzer Motorsport     | Prema Powerteam       | DR Formula           |
| 2017     | Marcus Armstrong      | Job van Uitert        | Lorenzo Colombo      |
| 2017     | Prema Powerteam       | Jenzer Motorsport     | Bhaitech             |
| 2018     | Enzo Fittipaldi       | Leonardo Lorandi      | Olli Caldwell        |
| 2018     | Prema Powerteam       | Bhaitech              | Prema Powerteam      |
| 2019     | Dennis Hauger         | Gianluca Petecof      | Paul Aron            |
| 2019     | Van Amersfoort Racing | Prema Powerteam       | Prema Powerteam      |
| 2020     | Gabriele Minì         | Francesco Pizzi       | Dino Beganovic       |
| 2020     | Prema Powerteam       | Van Amersfoort Racing | Prema Powerteam      |
| 2021     | Oliver Bearman        | Tim Tramnitz          | Kirill Smal          |
| 2021     | Van Amersfoort Racing | US Racing             | Prema Powerteam      |
| 2022     | Andrea Kimi Antonelli | Alex Dunne            | Rafael Câmara        |
| 2022     | Prema Powerteam       | US Racing             | Prema Powerteam      |
| 2023     | Kacper Sztuka         | Ugo Ugochukwu         | Arvid Lindblad       |
| 2023     | US Racing             | Prema Powerteam       | Prema Powerteam      |
| 2024     | Freddie Slater        | Jack Beeton           | Hiyu Yamakoshi       |
| 2024     | Prema Racing          | US Racing             | VAR                  |

Team
| Stagione | Squadra               |
| -------- | --------------------- |
| 2014     | Prema Powerteam       |
| 2015     | Prema Powerteam       |
| 2016     | Prema Powerteam       |
| 2017     | Bhaitech              |
| 2018     | Prema Powerteam       |
| 2019     | Van Amersfoort Racing |
| 2020     | Prema Powerteam       |
| 2021     | Van Amersfoort Racing |
| 2022     | Prema Powerteam       |
| 2023     | Prema Powerteam       |
| 2024     | Prema Racing          |

Winter Trophy
| Stagione | Pilota    | Squadra         |
| -------- | --------- | --------------- |
| 2014     | Ralf Aron | Prema Powerteam |

Categoria Rookie
| Stagione | Pilota                | Squadra               |
| -------- | --------------------- | --------------------- |
| 2016     | Jüri Vips             | Prema Powerteam       |
| 2017     | Leonardo Lorandi      | Bhaitech              |
| 2018     | Petr Ptáček           | Bhaitech              |
| 2019     | Paul Aron             | Prema Powerteam       |
| 2020     | Gabriele Minì         | Prema Powerteam       |
| 2021     | Nikita Bedrin         | Van Amersfoort Racing |
| 2022     | Andrea Kimi Antonelli | Prema Powerteam       |
| 2023     | Arvid Lindblad        | Prema Powerteam       |
| 2023     | Alex Powell           | Prema Racing          |

Woman Trophy
| Stagione | Pilota            | Squadra                  |
| -------- | ----------------- | ------------------------ |
| 2015     | Julia Pankiewicz  | RB Racing                |
| 2016     | Fabienne Wohlwend | Aragon Racing DR Formula |
| 2021     | Maya Weug         | Iron Dames               |